# ぱにぽにの登場人物
- ぱにぽに > ぱにぽにの登場人物
- 新感覚癒し系魔法少女ベホイミちゃん > ぱにぽにの登場人物
- まろまゆ > ぱにぽにの登場人物

ぱにぽにの登場人物（ぱにぽにのとうじょうじんぶつ）では、氷川へきるによるギャグ漫画作品『ぱにぽに』及び、それを原作としたテレビアニメ作品『ぱにぽにだっしゅ!』の登場人物について述べる。
また本項では、『ぱにぽに』のスピンオフ（『新感覚癒し系魔法少女ベホイミちゃん』、『まろまゆ』、『桃組っ!!』、『ジャイ子ちゃん』）に登場するキャラクターについても併せて記述する。
- 担当声優は、特記しない限りアニメ版・ドラマCD版共通。
- 解説文は基本的に原作の設定から。アニメ版は特記あり。
- 血液型・星座は判明しているキャラクターのみ記述。

## 桃月学園
東京都大田区桃月（架空の地名）にある私立高校。『ぱにぽに』のメイン舞台にして、原作者曰く本作の「主役」。普通科は1学年につき4クラスで構成されている。なお血液型と星座は公式サイトにて

### 1年C組
レベッカ 宮本（レベッカ みやもと、Rebecca Miyamoto）
声：斎藤千和
血液型：B型、星座：牡牛座。桃月学園1年C組担任で数学担当。家族構成は日本人の父とアメリカ人の母、そして、姉が一人いる。10歳でコロンビア大学の博士号を取得したという触れ込みで桃月学園に赴任してきた超天才でハーフのちびっこ先生。しかし、コロンビア大学の博士号を取得したというのは嘘で、本当はMIT (マサチューセッツ工科大学) で学位を3つ取得しただけ。ただし、アニメではMITを卒業したということになっている。
大学入学時は感情を表に出さない少女だったが、日本の歴史ドラマをみるようになって性格が丸くなった。高い知能指数を誇る頭脳とは裏腹に言動は子供っぽい。原作では回を重ねるごとに言動の子供っぽさが抜けており、本人によれば「玲さんのおかげ」（後述の目玉シールにも驚かなかった）。運動と怪談と料理が大の苦手。スーザン（教授が勝手にそう呼んでいるだけで、本名は不明）という姉がおり、非人道的な手口でいじられているらしい。毎話違う彼女の服装は、全て姉の趣味。
原作4巻で古い物置を研究室として与えられ、それ以降は授業以外の仕事をここで行うようになったが、同時に生徒(主に玲と姫子)が遊びに来たり、悩みを相談されるようになる。原作6巻では教師の地位を奪われ、年齢通り小学校に通って犬神の妹・雅、一条の妹・望らと友情を交わした。教師の地位を取り戻す為に桃月学園の生徒と共に陰謀を仕組むなど、裏で色々と手を回した結果、教師の地位を取り戻した。また、原作8巻では一時期右手にサイコガンを着けていた。
原作16巻で、「ティーチャーオブジイヤー」という賞を受賞。
渾名は姫子、玲、くるみ、都、芹沢 （読者、作者） からは「ベッキー」、五十嵐先生、乙女からは「ベキ子」、望からは「宮ちゃん」。その他、桃月学園の生徒や教師からは「宮本先生」、小学校の生徒や教師からは「宮本さん」、教授からは「レベッカ」。
アニメでは一つ目で見られるのが苦手とされており、玲が掌に目玉のシールを貼り付けて脅かすこともあった（シールなのに瞬きをする）。その際は近くのカーテンなどに体を隠して、「はうはう〜」と泣いてしまう。アニメ版では、さらにおだてられると「いやいや〜」とおじさん臭く照れるという設定と、ジジイ（D組のおじいちゃん先生）の暴走運転に付き合わされて車恐怖症になってしまったというエピソードも付けられている。
『まろまゆ』ではCD版に登場。ただし、あくまでもくるみの担任の「先生」という扱いであり、レベッカ宮本という名乗りはない。『新感覚癒し系魔法少女ベホイミちゃん』でも名前だけ登場している。
片桐 姫子（かたぎり ひめこ）
声：折笠富美子
血液型：B型、星座：獅子座。身長は（ベッキーを除く）C組メインキャラクターでは1番低い（アニメ版より）。元気だけが取り柄でアホ毛がトレードマーク。漫画研究会所属。テンションは非常に高いが知能は非常に低く、ベッキーいわく「オメガバカ」。そのバカっぷりはクラス内にとどまらず、学校中に知れ渡っており、ベッキー公認の「C組で一番バカな生徒」。勉強は大嫌いだが、タマネギも同じくらい嫌い。可愛いもの（特にベッキー）が大好きで、よく抱きついてベタベタしているが、逆にされるのは苦手としている。「オメガ」「マッハ」「ジェット」「マキシマム」などの副詞をつけて表現することがあり、語尾に「〜カナ?」とつけることもある。席替えの際にFA宣言をしたことで、一時期D組に移っていた。
アニメ版における口癖は「マホ」（意味不明）だが、原作ではマタンゴ星人に意識を乗っ取られた時以外にセリフとして書かれたことは無く、主に頭上でアホ毛の周りに浮かんでいることが多い単語でありオノマトペに近い。（「マ」、「マローン」、「マホヤーン」などの亜種も存在する）。ドラマCDでは効果音として挿入されている。
さらにアホ毛が抜けることがあり、アニメ版では抜けると無気力になってしまう。しかし「マホスラッガー」としてアホ毛をウルトラセブンのように投げ飛ばしたこともある。
橘 玲（たちばな れい）
声：雪野五月
血液型：B型、星座：水瓶座。ロングの黒髪に丸眼鏡でナイスバディの持ち主。ただし眼鏡は、校則で禁止されているアルバイトを行っているため、変装用として使用しているもので、コンタクトレンズの上からかけている伊達眼鏡（普通の眼鏡をかけていることもある）。アニメ版を見るにC組メインキャラクターでは1番の高身長で、その高さは初登場時の鈴音と粗同じ程度。決して悪人という訳ではないのだが冷徹でえげつない性格をしており、言動に情け容赦がない。新聞部所属で情報収集力は非常に高く、「C組の魔女」の異名をとっていたことがあり、桃月学園の悪徳教師を新聞で糾弾し追い出したことがある。現在では少し落ち着いてはきたが、えげつない点は変わらず。成績もクラスで一番優秀（実力テストでは学年2位）だが美術は大の苦手。趣味はオカルト研究。UFOを信じていた。
『まろまゆ』では桃月西口商店街にある中華料理店「桃香飯店」で週に4回アルバイトしており（ぱにぽに本編では第5巻51ページにその事が描かれている）、それゆえ中華料理の腕前は抜群。バイト先では眼鏡を外し、制服であるチャイナドレスを着て、その美貌ぶりを発揮している。くるみが風邪を引いた際には代理でエトワールで働いたこともあり、その時は店長にも客にも好評で、売上げも好調だった。
桃瀬 くるみ（ももせ くるみ）
声：植田佳奈（アニメ）/ 川澄綾子（CD）
血液型：A型、星座：天秤座。10月13日生まれ。容姿・成績・運動ともに安定的な数値を記録しているが、それゆえ個性のない地味キャラとして扱われており、本人もそのことをかなり悩んでいる。「地味」キャラとなったのは、ロボットの着ぐるみを着た芹沢茜が「ロボ子」として転入生を装ってやって来た際、くるみに対して「もっと地味!」と決めつけたことにショックを受けて以降である（その直前に「地味」発言を受けたのは玲）。料理など「やれば出来る子」であるが、個性派ぞろいのC組では、突出した個性がないため埋没してしまった。元バスケ部（都大会ではMVP）で運動神経は大変良く、スポーツ大会の3on3では一人でゲームをコントロールし、夏場では長距離走で全力疾走ができるほどである。しかし寒さには弱く、冬の桃月マラソン大会では身動きも取れずにバイト先に逃げ込んでいる。A組の桃瀬修は二卵性双生児の兄。
初期では髪がショートカットだったが、のちにロングヘアー→みつあみに変化した。
アニメ版では、直接「地味」とか「影が薄い」と言われるだけでなく、身体が半分透けていたり、ピンスポットが当たっても薄暗かったりという扱いをされている。落ち込んで泣く時の口癖は「ららる〜」（原作では逆に、この口癖は喜びを表す時などに使われている）。
アニメ第4話にて、都と体重計に乗った結果93kg（DVD版での修正。放送当時は73kg）になった。
『まろまゆ』では桃月西口商店街にある喫茶店「エトワール」でアルバイトをしている。ただしバイクで店に突っ込んだ際の弁償と、店長のケガの治療費を払うため、時給100円で働かされていた。本来看板娘としての役回りであるが、妹キャラ+ニーソックスという萌え要素にもかかわらず、萌え喫茶店を目指す店長の理想とは遠く、萌えにうるさい棟梁にも駄目出しをされ、挙句には疫病神妙子に自分が萌えてしまい主役になれない性（先天性萌欠乏症）を露呈する。最終的には「僕」という言葉に極端に反応するようになってしまった。返済が終わったために一度喫茶エトワールを辞めたが、すぐに戻ってきた（が、その後萌えにうんざりして逃げ出したことがある）。
上原 都（うえはら みやこ）
声：堀江由衣
血液型：AB型、星座：山羊座。アニメ版でよく言われる呼び名は「勉強蟲」。登場時はガリ勉少女で常にピリピリしていたが、徐々に性格が丸くなり、ノリが良くなっていった。成績はお世辞にも良いとは言えず、学年55位・偏差値は55（原作では試験結果の掲示、アニメでは本人の発言より）。登場時はコンタクトであった（眼鏡は勉強時のみ使用）が、後に眼鏡を常用するようになった。クーラーを修理する技術を持っている。霊感が強く、普通の人には見えないものが見えているようだ。好きな俳優は里見浩太朗。
一時期母と教授（ベッキーの恩師）の陰謀に巻き込まれ、教授と世界中を周っていた。そのため、出席日数が足りていないらしい。長旅を終えて桃月学園に帰ってきた直後、成り行きで番長キャラに転向。都の母親と教授は知人同士。
アニメ版では、オデコが強調されている。しばしば眩しく光ったり、いろいろなものが映っていたりする。姫子に鏡代わりに使われることも多い。本名ではなく「凸」（でこ）と表記されたこともある。
一条（いちじょう）
声：野中藍
血液型：B型、星座：蠍座。1年C組学級委員。身長は姫子よりわずかに高い程度で小柄な方（アニメより）。姓のみが明らかになっており、ファーストネームは不明（単行本9巻初回限定版付録「スクールメガネ」の巻末にある"一条拝"の"拝"は、書簡文などで自分の名前の下に置く語であり、本名とは何ら関係ない）。物腰穏やかだが何を考えているのか分からない、かなりの不思議キャラ。吸い込まれるような黒い瞳が特徴だが、大抵はディフォルメされたジト目で描かれている。勉強ができる人は眼鏡に秘密があると信じ込んでいる。ジジイ（おじいちゃん先生）の手品に感銘を受け、手品を教わる。運動神経はそこそこ良く、体育大会では女子バスケットボールの部でMVPを受賞している。メソウサのことをよく構ってあげているが、逆に彼にトドメを刺すことが多い。妹が2人おり、あまり表面には出さないが姉と同じくいい性格をしている。高所恐怖症。原作では8巻からカーディガンだけではなくセーターを着るようになった。夢は「母のような家庭的な女性」になること。
アニメでは超人的な能力で事態を解決したり、逆に余計に深刻化させたりしている。これらの不思議な能力や行動は「一条だから」で済まされることも多い。また、原作ではやや悪いとされる成績も、かなり優秀になっている。「一条祭り」という何でも吸い込む謎の段ボール箱が登場し、終盤に大事件を引き起こした。エンディングクレジットでは「一条さん」となっている。なおDVD第3巻の初回限定版購入特典として一条祭りがデザインの全巻収納boxが付いていた。
鈴木 さやか（すずき さやか）
声：阪田佳代（アニメ）/ 下屋則子（CD）
別名：6号さん。血液型：A型、星座：魚座。よくできた娘だがパシリ扱いされていることに気づいていない。校内の6番目の「鈴木さん」ということから、「6号」と呼ばれている。原作では22話で初めて台詞が確認されたほど無口なキャラクター。彼女のリボンは、「暗いから少しでもゴスロリっぽく見えるよう髪型を変えるため」に姫子がプレゼントした物であり、とても大切にしている。姫子たちと一緒に行ったメイド喫茶に魅力を感じたようである。
アニメ版での口癖「○○オブジイヤーです〜」は、本来原作ではセリフとしては存在しなかった。しかし、記憶喪失になった際の担当医と担当看護婦の全てのセリフの文末に「オブジイヤー」が付加された回で、つられて言いそうになったことがある。元々この口癖は、アニメ版でキャラを立てるためにスタッフが付けた後付け設定である。英単語のyearは半母音から始まっているため、厳密には「オブジイヤー」は英語の発音として正しくなく、原作8巻のカバー下おまけ漫画でこのことがネタにされている。同じくアニメ版のみの設定として、五十嵐先生に憧れている。アニメでのエンディングクレジットでは「鈴木さやか/6号さん」となっている。
長谷川（はせがわ）
ベッキーが恩師の呼び出しで日本国外に行ったときに登場した代理教師。自称「セガール」。普段はレンタルビデオ屋のバイトをしている。後にベッキーが小学校へ通う事になった時も代理教師として1ページだけ登場している。
メソウサ
声：山崎バニラ（アニメ）/ ゆきじ（CD）
ベッキーが連れている二足歩行する謎の白ウサギ。ベッキーが授業をするときは、脚立を持ってくる係をしている。なお、ウサギは氷川漫画によく登場する動物の一種。本人いわく「雪ウサギ」。いつも不幸な目に遭い、泣き虫でいじけやすい。しばしばカツラを被せられ、くるみ2号にされる。宇宙人の力をもってしてもその謎は解明できなかった。動物番付八連（ぱーれん）制覇以降、南条にもらった赤いマフラーを首に巻いている。姫子からは「メソちゃん」と呼ばれている。普通のウサギのように耳は頭部の上の方に伸びているのだが、普通の人間の耳の位置にヘッドホンを当てて音楽を聴いている場面があった。
ロボウサ
南条操が動物番付八連（ぱーれん）制覇につれてきたメソウサの代理のロボット。二足歩行はせず、自立走行する4輪車の形状をとっている。毒液を吐く、怪電波で周囲の動物を麻痺させる、自爆するの3つの機能をもち、動物番付八連制覇にて優勝したのち自爆した。その後2号がC組に居着き、しばしばメソウサの立場を奪う。会話する機能は無く「ギカー」などの擬音を当てられている。

### 1年A組
五十嵐 美由紀（いがらし みゆき）
声：大原さやか
血液型：B型、星座：射手座。1年A組の担任で化学担当。普通の行動で周りを振り回すとんでもない先生。男子生徒に人気があり、ベッキーが敬語で話す数少ない人物。酒好きでよく二日酔いになっている。学校へはバイクで通勤しているが、バイク通勤は学校の規則で禁止されているため、学校では藪の中に隠している。アニメ版ではバイクに代わりオープンタイプのMG・ミジェットを愛用している。
桃瀬 修（ももせ しゅう）
声：櫻井孝宏
血液型：A型、星座：天秤座。10月13日生まれ。桃瀬くるみの双子の兄。生徒会役員書記や学園祭実行委員など、学校行事にも積極的に取り組んでおり、実力テストでは学年5位をとるほど成績は優秀。しかし、テストをさぼって補講を受けたりしている。料理が得意で、くるみや犬神の分の弁当も作ったことがある。何でも安請け合いする性格が災いし、学園祭ではC組のクレープ屋を一人で切り盛りさせられていた。また、何かと他人の災難に巻き込まれることも多く、冬の桃月マラソン大会の時には鈴音やメソウサと共に遭難したことがある。第52話でベッキーが電話に出たときの第一声が「もしもし」だったことが気に食わず、泉の妖精に「ハローと言わせてくれ」と願い事をした（その影響は第96話にも現れている）。座右の銘は「ケ・セラ・セラ」。
柏木 優麻（かしわぎ ゆうま）
声：石毛佐和（アニメ）/ 松来未祐（CD）
血液型：AB型、星座：蟹座。7月4日生まれ。優奈の双子の姉で、活発で人気者。宇宙人と結託してベホイミの魔法少女復活に尽力する。衣装部所属で学校の制服をことごとく作り変えていっている。妹である優奈にはことあるごとにちょっかいを出し、非人道的といわれたりしている。好きな俳優は高野八誠。頭のリボンが（本人から見て）左にあるのが優麻。運動が得意で、小学校の頃はソフトボール部、中学校の頃は陸上部だった。また、勉強も得意であり、実力テストでは学年15位。
柏木 優奈（かしわぎ ゆうな）
声：石毛佐和（アニメ）/ 松来未祐（CD）
血液型：AB型、星座：蟹座。7月4日生まれ。優麻の双子の妹。おとなしく、姉である優麻にいじられている。衣装部所属。文化祭の時、優麻と共に衣装部に残しておいたベホイミの初期の頃の衣装を無理矢理ベホイミに着せていた。頭のリボンが（本人から見て）右にあるのが優奈。何かしらいかがわしい事を考えると、途端に「にへら〜」と顔面筋肉のゆるみ切った不気味な笑みを浮かべる。姉とは対照的に運動も勉強も苦手で、特に勉強については追試の常連となっている。
『桃組っ!!』では、優麻が勝手に応募したオーディションに受かり、アイドルユニット「桃組っ!!」の一員（芸名：YUNA（ユナ））として活躍している。緊張がピークを超えると表情が硬くなってしまうが、これが皆にクールな女の子というイメージを与えてしまっている。
来栖 柚子（くるす ゆずこ）
声：中世明日香（アニメ）
血液型：A型、星座：牡牛座。映画研究部の新入部員（アニメ版初期では、綿貫に諜報部の手伝いをさせられていた）。映研部が演劇部と仲が悪いため「演劇部は敵だ!」と認識しているにもかかわらず、演劇部に所属する芹沢茜と互いの所属している部を知らないまま仲良くなり、後に白鳥人形劇団で芹沢と共に人形劇をやっていたりする。それどころか、芹沢が落ち込む南条操（後述）を抱きしめてなぐさめているシーンを目撃した時にはページ全体を使って驚くなど、各所で百合っぽい雰囲気を見せている。対演劇部兵器として怪獣の着ぐるみ（彼女の挙動から、部員達の全会一致で「ドジラ」と名付けられ、後にメカドジラに進化）を装備する。運動神経ゼロで頭もいまいち。非常に思い込みが激しく、時折脳内妄想の暴走により突拍子のない言動をすることもある。それを演劇部脚本担当の高見沢ハルカに気に入られ、現在は彼女の下で脚本の修行中。
二階堂 光（にかいどう ひかる）
学校が終わった後は「テックジャイアン」編集部でバイトをしている、隠れバイト組。同誌のマスコット「ジャイ子」と同一人物。体調が作者とリンクしているため、非常に病弱。ウーパールーパーの"うぱ"を連れている。本編初登場は5巻58ページ（第61話）2コマ目。『ぱにぽに』ではほとんど登場しないが、『ジャイ子ちゃん』では主人公を務めている。

### 1年B組
早乙女（さおとめ）
声：花輪英司（アニメ）/ 岸祐二（CD）
血液型：O型、星座：射手座。1年B組の担任で体育担当。元気一杯の体育教師。姓のみが明らかになっており、名前は不明。ベッキーの評価は「猫以上犬以下」であり、ベッキーは彼に対して敬語を使わない。それが本人の悩みの一つでもある。様々なバイトをこなした末、小さい頃からの夢であった「教師」になった。普段はジャージ姿で、背広姿はベッキー赴任の際の紹介のシーンなど数少ない。
秋山 乙女（あきやま おとめ）
声：日笠山亜美（アニメ）/ 本名陽子（CD）
血液型：A型、星座：牡羊座。口と態度が悪い女子生徒で、教師に対しても敬語を使わず不遜な態度をとるため、早乙女先生によく叱られている。背の低さがコンプレックスで、それを指摘されると怒り出す。背を伸ばすために色々努力をしているものの報われた形跡はない。勉強は苦手で追試の常連である一方、運動神経は抜群でマラソン大会やスポーツ大会では大活躍する。暗いところが嫌いだったり、中学校のときは髪がロングだったりと結構乙女チック。中学校時代は見た目だけは可憐だったが、鈴音にバカにされるのを恐れて本人はそのことに触れられないよう黙っていた。料理は壊滅的に下手。白鳥鈴音と仲が良く、ほぼ二人一組で登場することが多い。またその鈴音には、よくつむじの「下痢ツボ」を押され続けられながら登場する（下痢になる、というのは頭の骨が閉じきっていない幼児がむやみに触らないようにする戒め。実際は健康のツボ）。中学生の弟・勇気がいる。
白鳥 鈴音（しらとり すずね）
声：広橋涼
血液型：O型、星座：獅子座。バストが大きく、初登場時は身長172cmで、その後も伸び続けている大女。妖精さんが見えるくらい天真爛漫な生徒。よく寝るため遅刻の常習犯だが、成績は良く実力テストで学年16位をとったこともある（ただしアニメでは追試を受けている）。また怪力の持ち主で、アニメでは乙女が持っていたビューラー（まつ毛を上げるための金属製の美容器具）を指で軽くへし折っていた。必殺技はチョップで、バスジャック犯を頭蓋骨陥没で病院送りにしたことがある。響から強奪したちび鈴音（パペット）と一緒に諜報部部室を乗っ取る。後にパペットを使用した白鳥人形劇団を設立する（勝手に名乗っているだけ）。秋山乙女と仲が良く、よく乙女のつむじを押す。当初は「背を伸びなくする」ツボと思って押していたが、早乙女先生に「そこは下痢ツボだ」と教えられてからは、ますます過激に押すようになった。「鈴音テレパシー」を操り、桃月学園を（本人の意思とは無関係に）不幸に陥れたことがある。
綿貫 響（わたぬき ひびき）
声：樋口智恵子（アニメ）
血液型：AB型、星座：双子座。生徒会諜報部に所属する情報収集マニア。ビデオ片手に日々スパイ活動を行っている。しかし諜報部の部室は白鳥鈴音に乗っ取られ、諜報部の証であるパペットも奪われて存在感を失い、ベッキーに相談している最中にスカートのファスナーが弾け飛んだのを境にダイエットキャラへとジョブチェンジ。スリーサイズは上から88・63・92。甘い物好きだが、ジョブチェンジ後は体重やスタイルを気にするようになった。しかしダイエットキャラとしての出番も少なく、ドラマCDでは脚本家に宮田と勘違いされる憂き目に遭う。そのことは逆に原作に移入されてネタとされた。体重は59kgであることが『祝おしかけカラミティ』で明らかになった。
ヤンキー
声：花輪英司（アニメ）/ 鈴村健一（CD）
血液型：O型、星座：水瓶座。本名不明。典型的なモヒカンデブヤンキー。ノーヘルでバイク運転をする場面などもあるが、姫子に対しては非常に礼儀正しく、さらには一条妹を誘拐して来た上に怪我（タンコブ）まで負わせた乙女に説教する等、一般常識もある程度は兼ね備えている。蛇状の未確認生物（後述）が体内に寄生しており、時たま彼の口から姿を現し警句を発するが、彼自身はその存在に気づいていないようである。ネコ神様とは仲がいい。口癖は「○○○、ドットコム」。
ズーラ（Zoola）
声：麦人（アニメ）
血液型：A型、星座：山羊座。海外からの留学生で、陸上部所属。早乙女先生曰く伊藤さん、秋山に並ぶ口の悪さだが、日本語をマスターしきれていないためであり、言動は常識的で人格者。性格も態度も立派で非常に男らしいが女子生徒。
伊藤さん（いとうさん）
口も態度も悪い女子生徒、となっているがこれまで原作では一言もセリフらしいセリフを与えられていない。アニメではモブキャラとして何人も登場した。エンディングでキャラクターがみな彼女になった伊藤さんver.が作られたことがある。
神原 宙（かんばら ひろし）
諜報部所属。丸形サングラスとツンツン頭が特徴。綿貫響と共に桃月学園内で諜報活動に励むが、その正体は桃月学園で潜入調査をしている宇宙人部下（宇宙人については後述）。

### 1年D組
ジジイ
声：大竹宏
血液型：B型、星座：乙女座。1年D組担任で現代国語担当のおじいちゃん先生。本名不明。かなり変な言動が特徴だが、知識が豊富で手先が器用な面もある。学園祭では焼きそばの出店を出すなど、料理の腕は確か。生徒に対して何だかよく分からない対抗意識を燃やしている節があり、自分に反する生徒は精神的に攻撃する。しかし規律にもうるさく、時には面白がりつつ、生徒に注意をする場面もある。普段はのほほんとしているが、生徒に言う事を聞かせる時などに発する脅し文句はリアリティーがあり、威圧感を与える。また、模型部のジオラマで、きぐるみを着て暴れていた茜と柚子を共に一撃で沈黙させたこともある（その際、玲と姫子は「なんかすごいものをみた」と戦慄していた。またそのときの腕章の内容｛後述｝は『ジャスティス』）。意味のわからない語句が記された腕章をつけており、腕章に書かれている内容も毎回異なっている。なおベッキーは連載開始当初、彼に対して非常に横柄な態度で接していたのだが、後にきちんと敬語を使って会話をするようになっている。
本人曰く、ティーチャーオブジイヤー賞を3つ持っているらしい。
ベホイミ（Behoimi）
声：門脇舞（アニメ）/ 山本麻里安（CD）
血液型：B型、星座：天秤座。経歴年齢本名不明の癒し系魔法少女。語尾に「-ッス」とつけるのが口癖。かつては愛と勇気と真実に燃える魔法少女の転校生だったが、魔法少女は時代遅れとなっていたためにあまりパッとせず、姫子に「マキシマムダサくない?」と言われて数度のイメージチェンジを図るが、最終的に地味な格好に落ち着いてしまう（そのためにメガネキャラの属性を持つことができた）。過去に特殊部隊にいたらしく、過去からメディアとも顔見知り。爆弾に対しての知識も豊富で、原作・アニメの両方で爆弾の解体も行っている。その両親も一応魔法使い、ということにしている。少しやさぐれたところがあるが、メディアとともに桃月学園や町内の安全を守る活動をしており、その際はバケツを頭に被った簡易変装（バケツマン）で登場する。柏木姉妹と宇宙人の計略によって、科学の力を借りた魔法を発動させることがある。
Gファンタジー2006年8月号より本編と並行して連載しているスピンオフ作品『新感覚癒し系魔法少女ベホイミちゃん』では主人公。宇宙人の要請で魔法少女となって、地球を脅かす悪と戦っている。しかしながらアルバイト先の意向で、一時期魔法少女として活躍するときにはドクロ仮面の着ぐるみを着せられていた（変身できなかったのは必要な専用アイテム着け忘れもある）。敵と戦う以外に宇宙人の頼みで、マーメイドプリンセスの救出、男装して男子校への潜入調査、呪いのアイテム回収など、裏のことや色々な魔法少女と関係ない任務にも当たっている（男装して学校に来た際、周囲から男装がはまり役と言われている）。その際の揉め事で地球側と敵対関係になっているらしい（本人はそんなに気にしていないようである）。住んでいる東京都大田区桃月町のアパート夢野荘に住んでおり、家にはミステリー系の関係者の出入りが多いため、一種のミステリースポットになっている。一時ドクロ仮面での活動していたためドクロに愛着を持つようになった模様。なお、名前はドラゴンクエストシリーズに登場する呪文に由来している。
犬神 つるぎ（いぬがみ つるぎ）
声：神谷浩史（アニメ）/ 伊藤健太郎（CD）
血液型：A型、星座：蠍座。成績優秀、冷静沈着な男子生徒。厳しいツッコミが特徴で、ジジイ相手にも容赦しないが、自分自身は打たれ弱い。特徴である銀髪は、ドイツ人を祖父に持つクォーターであることによる。眼鏡キャラの一人。金のことになると少々目の色が変わる。妹の雅は、桃月第三小学校におけるベッキーの親友。雅によくなつかれるため面倒見のいいところがあり、一条の下の妹にもなつかれている。かつては剣道をやっていて、秋山勇気（秋山乙女の弟）と同じ道場に通っていたが、高校に入ってからはやめてしまった。
南条 操（なんじょう みさお）
声：生天目仁美
血液型：AB型、星座：乙女座。獣医志望の動物大好きなお嬢様であるが、実際にはメソウサを動物番付八連制覇に出場させるなど「動物愛護」の立場とは程遠い行動もする。当初は単行本おまけマンガ「メソウサファイト」のオリジナルキャラクター（名前もなく「動物女」と呼ばれていた）だったが、その後犬神の後ろの席に定位置を得た。ぱにぽに内でのラブコメ担当として犬神にモーションをかけるが、犬神は相手にしていない。料理の腕は良く、強気で小心者。予想外のことが起こると脳内会議（大抵分身5 - 6人で行う）を開き、状況判断をする（が、結論が出るまでが遅く、また大した結論はほとんど出ない）。後述の理由から、ナンセンスなジョークに対してトラウマを持っている。ちなみの将来の夢は「お嫁さん」らしい。
動物番付八連制覇での一件以降、常に牛乳を飲むようになる。
間違えてアメリカンスクールに来てしまったこともある。そのときその生徒が南条の髪を見て、ジャパニーズヤンキーかという質問に対して「これは地毛よ!!」と反論したために、「じげよ」という名前だと勘違いされて「ジゲヨサン」と呼ばれるようになる。
アニメではキャンプにドレスで来たり学校に大型動物を連れてきたりと、かなり世間からずれている。また、家は南条グループを形成しているらしく、「南条自動車」「南条鋼管」「南条無線」「南条ガス」「南条プラント」「南条超合金」「南条料理会」「南条糸電話」「喫茶エトワール」「南条光子力研究所」「南条ジュラシックパーク」「南条失恋レストラン」等を傘下に持つ。
芹沢 茜（せりざわ あかね）
声：沢城みゆき
血液型：O型、星座：双子座。演劇部所属で初登場時着ぐるみを着てC組に乱入した暴走女子生徒。猫耳っぽいくせ毛がチャームポイント（本人は多少気にしている模様）。その後も様々な着ぐるみや仮面姿で登場していたが、後にベッキーの代役を務めた際に素顔を披露した。白鳥人形劇団で人形劇をやっている。演劇部の敵としてドジラ・メカドジラの着ぐるみを来た来栖柚子と、模型部のジオラマなどを舞台に度々戦うが、互いの「中の人」の正体は知らず、素顔になったときは仲の好い友達として認識している。
宮田 晶（みやた あきら）
声：新谷良子
血液型：A型、星座：魚座。性格とスタイルだけは優秀な女子生徒。今もスクスク成長中。しかし中身は努力が報われないドジっ娘であり、勉強・運動・料理、何をやらせても芳しくない。だが夢の中では大スターになっている節がある。アニメでは落ちもの研究会（通称「落研」）所属で、また来栖と共に諜報部の手伝いもやらされている。
メディア（Media）
声：松来未祐（アニメ）/ ゆかな（CD）
血液型：A型、星座:蟹座。謎の経歴を持つメイド少女。以前は教授のところで助手を務めていたが、後に1年D組に転入してきた。桃月学園の制服は着ず、常にメイド服でいる。体育のときも白手袋だけは外さないのがメイドのたしなみ。動物が大好きで、獣医師になりたいと思っている。ベホイミとは過去に戦場での敵同士だったらしい。転入当初はベホイミから警戒されて一緒にいることを拒まれていたが、後に共に行動するようになり、その能力を活かして二人で学園と街の平和を守っている。本来の任務はベッキーの身辺警護のようだが、なぜかベッキーのいるC組ではなくD組に来てしまった。教授のマジックハンドを素手で折ったり、熊を素手で倒すことができる怪力の持ち主。常に笑顔であるが、アニメ版第9話ではベッキーたちを助ける際に一瞬だけ目を開いた。スピンオフ作品「新感覚癒し系魔法少女ベホイミちゃん」では、本編より登場回数が増え、よくベホイミの活動を応援しつつ、からかいながら楽しんでいる（戦闘には参加する気は無い模様）。
北嶋 由香（きたじま ゆか）
声：未公表（アニメ）
血液型：AB型、星座：牡羊座。D組に2人いるクラス委員の一人の女子生徒。担任のジジイの機嫌を敏感に感じたり、周囲に気を配っているようであるが、この顔ぶれの中では目立たず、登場回数も少ない。衣装部の公式モデルのようだが、実際何をしているかハッキリしない。佐藤千夏とセットで登場する事がほとんど。
佐藤 千夏（さとう ちか）
声：未公表（アニメ）
血液型：O型、星座：魚座。D組に2人いるクラス委員の一人の女子生徒。くるみや宮田以上に普通の女の子。北嶋と同じくこのメンツの中では目立たず、登場回数も少ない。しかし、賑やかなクラスメイトの面々を羨ましいと思っている節はあるらしく（「ぱにぽにリミックス」より）、時々予想外の一言を発する。佐藤の天然ボケに北嶋がツッコむ場面も少なくない。
伴（ばん）
声：未公表（アニメ）/ 松本吉朗（CD）
常に野球の球審用マスクを着けている男子生徒。他人のネタやリアクションを、アンパイアをまねて野球のように「アウト」と「セーフ」で判定している。女子達が野球をしている時は実際に審判をしていた。好きな野球チームはクリーブランド・インディアンス。
磯辺（いそべ）
血液型：A型、星座：魚座。頭は丸刈りで牛乳瓶の底のようなメガネ、学ランの襟をきちんと止めた男子生徒。ベホイミに惚れているが、ベホイミには適当にあしらわれている。

### 上級生
本作では桃月学園の1年生を中心に描いているため、2・3年生の出番は比較的少ない。アニメ版の『ぱにぽにだっしゅ!』では、第21話で映画研究部の3人がわずかに登場しただけであった。

#### 演劇部
映画研究部と意味なく対立している。
藤宮 円（ふじみや まどか）
声：金田朋子（CD）
血液型：B型、星座:獅子座。3年D組在籍で演劇部部長の女生徒。メルヘン大好きで劇などに着ぐるみを出したがる。芹沢茜がスーツアクターになったのはもっぱらこの人が原因。麻生麻里亜と（一方的に）仲が悪いため、演劇部と映研部は協力関係を持っていない。桃瀬修同様、第1回人気投票で0票となり、読者サービスを企てるものの「人気投票終わった後なのに？」と修にツッコまれ消沈。
高見沢 ハルカ（たかみざわ ハルカ）
血液型：B型、星座:山羊座。3年A組在籍で演劇部副部長の女生徒。演劇部では脚本を担当している。遠次郎という祖父がいる。所々で妙なモノローグを挟むのが趣味。
高瀬 和也（たかせ かずや）
声：平川大輔（CD）
血液型：B型、星座:水瓶座。2年A組在籍で演劇部員の男子生徒。藤宮円に色々と暴言を吐かれている。悪役を気取って、来栖柚子の着ぐるみ制作に協力したりする。

#### 映画研究部
映画制作と（B級映画中心の）映画鑑賞会が主な活動内容。極めて無軌道な映像作品を確信犯的に作り続けている。演劇部と意味なく対立している。
麻生 麻里亜（あそう まりあ）
血液型：O型、星座:魚座。2年C組在籍で映画研究部部長の女生徒。生徒会副会長も務める。人徳があり人気もあるが、決断力がさっぱりなく、提案されたものを全て取り入れてしまう。真尋という姉が居る。
大滝 鉄矢（おおたき てつや）
血液型：O型、星座:天秤座。3年A組在籍で映画研究部大道具担当の男子生徒。
篠原 雅人（しのはら まさと）
血液型：A型、星座:双子座。2年A組在籍で映画研究部カメラ担当の男子生徒。元は写真部だったが、撮影の技術を買われて転部した。演劇部の高見沢ハルカと交流がある。

#### 委員長委員会
各クラスの委員長が集まる委員会。1年C組の一条さんとD組の北嶋由香・佐藤千夏も参加している。
瀬奈 雪絵（せな ゆきえ）
2年B組学級委員長の女生徒。丸眼鏡をかけており、アホ毛がある（なお、以下の2人も眼鏡をかけている）。物腰穏やかだがものすごい毒舌家。
大森 みのり（おおもり みのり）
3年D組学級委員長の女生徒で、図書委員も務める。委員長委員会のリーダー的存在で、きつめに見えるが天然キャラ。他人の顔を覚えるのが苦手。
朝比奈 英理子（あさひな えりこ）
2年A組学級委員長の女生徒で、風紀委員長も務める。お下げ髪と巨乳が特徴。非常に真面目な性格で他人に厳しく、先生相手でも物怖じせずはきはき言うため下級生から人気がある。しかしその真面目さ故に瀬奈雪絵に振り回されることもあり、彼女に「ドM」と言われたことを気にしている。139話で、フレンドリーな委員長をアピールするため、クラスメイトから「エリタン」というあだ名をつけられた。

#### その他の上級生
諜報部部長（ちょうほうぶぶちょう）
学年、性別、本名いずれも不明。パペットで会話する。白鳥鈴音が使用しているパペットは諜報部員のもの。
岡本 誠（おかもと まこと）
3年A組在籍で模型部部長の男子生徒。ジオラマを製作しては、芹沢扮するロボ子と来栖扮するドジラ（メカドジラ）に破壊されてしまう。
北川 高志（きたがわ たかし）
3年C組在籍でギャグ研部長だった男子生徒。ギャグ研が廃部の危機にあった際、笑えないギャグを披露して部が廃される憂き目に遭う。ダンディ坂野のような風貌をしている。また、北関東ツッパリ連合の構成員の一人でもある。
天堂 美貴子（てんどう みきこ）
2年A組在籍でチアリーダー部部長の女子生徒。部員が一人もいないため、見栄えのための書き割りを作ったり、6号や都を助っ人に呼んでチアの練習をしている。
白山 かりん（しろやま かりん）
2年C組在籍、ゲーム研部長を勤める女子生徒。コミック9巻特装版付属冊子『スクールメガネ』に"Chase Cruiser Glassty"なるゲーム研が開発したゲームのプロデューサーとして登場したのが初出。相当メガネに思い入れがあるらしく、ゲーム内設定にはあらゆる所にメガネが絡み、自らもメガネに三つ編みといういでたちである。

## 桃月第三小学校
原作第6巻で、ベッキーがある陰謀に巻き込まれて教師を辞めさせられ、年齢相応に通うことになった公立（区立）の小学校。

### 5年2組
一条望（いちじょう のぞみ）
声：野中藍（CD）
桃月学園1年C組一条の上の妹（次女）。姉と違い表情豊かで活発であり、転入してきたベッキーに最初に話しかけるなど社交的な性格だが、その後転出したベッキーを死んだことにするなど姉の「結構いい性格」も一部受け継いでいる。クラスに8人いる学級委員の一人。熊に殴られても平然としていられる身体能力の持ち主。
犬神雅（いぬがみ みやび）
声：石毛佐和（CD）
桃月学園1年D組犬神つるぎの妹。クラスでたった一人の飼育委員。照れ屋であるが学芸会の役はしっかりこなす一面もある。犬神つるぎの写真を持ち歩くなどおにいちゃん子であり、やきもち焼き。ベッキーと同じく怖いものが苦手。普段大人しい分色々溜まり、それが爆発すると「ケロー」と叫びながら3時間は止まらず暴れまくる。必殺技は「ペガ●スローリングクラッシュ」。風邪を引いた兄の代わりに、桃月学園に登校して授業を受けたことがある。
高浜（たかはま）
ベッキーが小学校に転入して初めて目にする児童。いつも物陰でのぞき見ている幽霊のような女の子。
斉藤豊（さいとう ゆたか）
クラスに8人いる学級委員の一人にして、それらのまとめ役の男子児童。転入してきたベッキーにも優しく接する。担任の麻生真尋以上のリーダーシップを発揮することもある。
マルコメ
本名不明の男子児童。あだ名の由来は丸刈り頭から。落ち着いた性格をしている。近藤と鳥谷との3人で行動することが多い。
近藤学（こんどう まなぶ）
大きな眼鏡とアホ毛が特徴の男子児童。気が弱い。アイドルユニット「桃組っ!!」のファン。
鳥谷（とりや）
マルコメ、近藤との三人組のリーダー的存在の男子児童。
銀丸（ぎんまる）
学芸会の劇では石ころ役を務めた男子児童。坊主頭にランニングシャツの出で立ちは裸の大将を彷彿とさせる。
この他、新感覚癒し系魔法少女ベホイミちゃんに登場した鈴原未来もいる。

### 教職員
麻生真尋（あそう まひろ）
声：永田亮子（CD）
5年2組担任の女教師。麻生麻里亜の姉で、妹と同じく決断力がない（児童達の役割に重複が存在するほど）が、生徒のうけは良い。妹に変装して桃月学園にやってきた事もあり、その事に妹の後輩である来栖柚子は気が付かなかった。可愛いものが大好きらしく、望やベッキー、雅にすぐに抱きつく。
日影たづ（ひかげ たづ）
桃月第三小学校の女校長。非常に横暴で、何事も自分の思い通りにならないと気が済まない。ベッキーが教師になったことが気に食わず、色々な圧力をかけてベッキーから教師の地位を奪ったが、後に贈収賄容疑で逮捕される。

## その他の人物・生物
宇宙人（うちゅうじん）
声：艦長 - 麦人、部下 - 杉田智和・神谷浩史ほか（アニメ）/ 上田陽司、石田彰（CD）
ボケの艦長とツッコミの部下。艦長は部下たちと違い角が付いている。
原作では、地味化する前のベホイミを監視対象にして地球を狙っていたが、地味化した彼女があまりにも不憫すぎるのでベホイミを応援することになり、柏木姉妹に助力を求めた。科学技術力は地球のそれを凌駕し、優麻の核兵器の要望にも軽くOKが出せる程。M25マタンゴ星人に寄生された姫子を救ったこともある。艦長クラスになると頭に角が生える。地球の近くに接近し過ぎると様々な事象の変異をもたらし、存在が抹消される生徒も現れる、という作品にあるミスの言い訳にメタフィクション形式で利用された。『スタートレック』のパロディとなっており、アニメ版で艦長のキャストは「新スタートレック」でピカード艦長役をしている麦人となった。
アニメ版では、地球侵略を目的にベッキーを監視対象にしていたが、現在は生ぬるく見守っているという設定。アニメでは部下に「接近遭遇をするべきだ」という意見に対し「監視対象への接近遭遇は規則で禁止されている」と序盤に言っていたのにもかかわらず第16話「微かなるより顕かなるはなし」で規則違反で一条さんに恋心を抱き不死身のブルースと名乗り地球人の姿で直接会ったり、「一条祭り」を研究素材として取り寄せた後ゴミの日を間違えて銀河危険物として出したため廃棄物や使用済み燃料を吸収して巨大彗星となりトラブルの原因となった。
『新感覚癒し系魔法少女ベホイミちゃん』では、部下が単身ベホイミのアパートを訪ね、口論の末ベホイミを魔法少女に仕立て上げる。
ネコ神様（ネコがみさま）
声：神谷浩史（アニメ）
自称神様であるが、言動は神様らしくない、ネコのような何か。原作では桃月学園内のそこかしこに出没し、キノコや好物のネズミを食べるところが目撃されている。なお原作では毒キノコを食べた以降は登場していない。アニメ版ではいつも自動販売機の中におり、体温で飲み物を温めている（温めた飲み物は、たいていメソウサがむりやり買わされている）。ただし、原作ではこの飲み物に関わるシーンは一度しかない。語尾に「ですにゃ」がつき、口癖は「神様ですにゃ」「体温ですにゃ」。またアニメ版では登場するたびに体色が変わる、なお一条祭りの御神体で眼鏡をかけた弟が出てきて一条祭りが破壊された後に兄と一緒に自動販売機の中にいた。
一条歩（いちじょう あゆみ）
声：野中藍
一条の下の妹（三女）で長らく下の名前が不明であったが、2010年10月号、初登場から9年でようやく名前が判明した。嵐を呼ぶ園児。桃月学園を気に入ったらしく、しばしば一人で訪れ、生徒達と交流している。「ぷい」という擬音と共に行動し、何かあるとスケッチブックに落書きをして、自分の意志や感情を表現する。主にメソウサを攻撃対象としている。乙女によって「グルメ」と名付けられたことがある。
ミカエル
声：櫻井孝宏（アニメ）
姫子と玲の夢の中に登場する、メタボリックな体型の自称大天使。常にプロテクターを身にまとっているが、その下は"TANAKA"などの文字が書かれたTシャツとジーパン。「玄武」とともに三銃士を名乗っているが、3人目はブッチしており、小天使としか説明されずいまだ登場していない。姫子相手では好き放題しまくりだが、玲相手の時は逆にやりこめられていた。
玄武（げんぶ）
ミカエルとともに三銃士で中天使を名乗っている亀（神獣）。甲羅は脱ぐことができる。同じ神獣仲間である朱雀に対して対抗心を抱いており「焼き鳥にして食ってやる」と言っている。
オオサンショウウオ
声：中世明日香ほか（アニメ）
キャンプの時に早乙女先生が4人目の仲間として捕まえてきた、人語を話す両生類。その後、宮田晶が動物番付八連制覇の時にパートナーとしてつれてきた。その後は桃月学園に住み着き、学校のプールで泳げることを期待していたが無理だったため、最終的には校内の泉を棲み家としている。体のほとんどが水でできているため、長時間日光に当たると乾燥して固まってしまう。環境問題に敏感で、泉にごみを捨てられると注意する。「〜ケロ」が口癖。アニメ版ではセリフと一緒に口からその喋ったセリフが文字として出てくる。またキャンプの時に4人目の仲間として捕まえてきたのは一条さんに変更された。
タヌキ
声：雪野五月（アニメ）
様々な人物に変身することが出来るが、ベホイミ以外は顔の造形がタヌキのまま。修行のために山から下りて来たが、その中途半端な変身とベホイミだけは完璧に変身したために、変身元の人間から殴打されるはめにあった。その後も桃月学園周辺に居着いたようで、校内掃除を手伝っている。
M25マタンゴ星人（えむにじゅうごマタンゴせいじん）
キノコ型の宇宙人。他の生物に寄生して侵略していく。十分に寄生した後軽い衝撃で宿主を破壊し、その衝撃で胞子を飛ばしてさらに寄生を行っていく。1年C組片桐姫子に寄生し宿主破壊の寸前までいったが、宇宙人によって阻止された。アニメでは言葉を解する高度生命体になっている。
教授（きょうじゅ）
声：長島雄一（アニメ）/ 緒方賢一（CD）
ベッキーがマサチューセッツ工科大学に在籍していた頃の恩師。本名不明。右手にマジックハンドの先端のような義手をつけていたが実は単なるおもちゃで、それを知ったベッキーと都を憤慨させた（アニメ版では義手をつけていない）。専攻は言語学だが、考古学やUMAの調査など他分野ばかり研究している。バベルの塔を発見してベッキーを呼び出し、その際都も呼び出した（アニメ版では「沖之毒島（おきのどくしま）」の探索にC組レギュラー陣全員を呼び出している）。都の母親は知人。都を留学と称して世界各地への探検に連れ出していた時期があった。
妖精（ようせい）
映研製作の映画のキャラクターで、ベッキーが演じた。デザインは高見沢ハルカの祖父、遠次郎が描いたスケッチ。
（劇中劇での設定）心の綺麗な人間にしか見えない妖精。心境に応じて頭の仮面が「ポピーザぱフォーマー」に出てくるケダモノの如く変化する。姿の見える人物に、猫・鳥・魚に変身できる3種のマジカルキャンディーを渡して協力を求める。非常にヒステリックな性格。
よしっぺ
ヒロスケの飼い主。ヒロスケが好き。
動物番長 ヒロスケ（どうぶつばんちょう ヒロスケ）
声：大友龍三郎（アニメ）/ 松本吉朗（CD）
動物番付八連制覇の時に登場した雄牛。ミノタウロスの様な容貌をしている。お嫁さんを求めて各地を彷徨い歩き、桃月学園にも来訪した。そこで見つけた好みのタイプは鈴音で、南条では貧乳すぎる模様。折悪しく桃月学園ではバーベキュー大会が開かれていて命の危険に晒され、その後は結局泉の精の力で去勢されてしまう。アニメでは、クノイチ番長お銀、巨大番長フジヤマ一番と共に番長連合を指揮して桃月学園を襲撃する。また貧乳扱いされたのは雌牛の着ぐるみを着た芹沢に変更され、この時南条は登場しなかった。
クノイチ番長 お銀（クノイチばんちょう おぎん）
声：斉藤貴美子
アニメ第13話にて登場。動物番長ヒロスケ、巨大番長フジヤマ一番と共に番長連合を指揮して桃月学園を襲撃するが、一条さんに捕らえられ、その後一条さんの弟子? となる。ちょっとセンチな17歳。
巨大番長 フジヤマ一番（きょだいばんちょう フジヤマいちばん）
声：梁田清之
アニメ第13話にて登場。動物番長ヒロスケ、クノイチ番長お銀と共に番長連合を指揮して桃月学園を襲撃する。身長は約50mある。番長連合の守護神。決め台詞は「そこんとこヨロシク」
泉の妖精（いずみのようせい）
桃月学園の泉（池）に住んでいる精霊。桃月学園でベッキーに与えられた研究室に残っていた古地図（宝の地図）によって、桃瀬修とベッキーによって見つけられた。望みをひとつかなえる力を持つ。桃瀬修らには丁寧な物腰だが、オオサンショウウオには「気安く触んな」と少々きつい言葉で返す。アニメではアホ毛の精（あほげのせい、声：日笠山亜美）として登場した。
みそ汁の妖精（みそしるのようせい）
声：鍋田カホル
アニメ第11話に出てくる妖精。
桜井桜子（さくらい さくらこ - または「ウクレレ桜子」）
声：前田ゆきえ（アニメ）/ 桑島三幸（CD）
桃月町のケーブルテレビ番組「突撃!となりのホームルーム」などのレポーター。当初は「ウクレレ-」という名前だったが、中盤以降は桜井姓で登場することが多かった。アニメでは桜井桜子、またはウクレレ桜子としてはエンドロールに出ていない。
謎のヘビ（なぞのヘビ）
声：櫻井孝宏（アニメ）
ヤンキーの口から出てくるヘビ。出てくるたびに意味深な言葉を発している。
高見沢遠次郎（たかみざわ とおじろう）
高見沢ハルカの祖父。御年70ながらも玩具メーカーの社長を務める。演劇部のハルカに良くも悪くも多大な影響を与える。
秋山勇気（あきやま ゆうき）
秋山乙女の弟で、因幡中学校3年の男子生徒。剣道を習っている。乙女繋がりで鈴音と、剣道の先輩として犬神つるぎとそれぞれ親交がある。ごろつきに絡まれていたメディアを助けた際にメディアに優しくされ、片思いをしている様子。
ジュゴン
ベッキーと乙女と宮田が遭難したときに現れた。修と犬神と綿貫のもとにも現れる。人語を解しており、性別は不明だが女言葉を駆使する。毒舌家で、ツンデレ。
ジョン
南条操が間違えて来てしまったインターナショナルジャックナイフアメリカンスクールの生徒で、白人。南条に「ジゲヨサン」という珍妙な渾名を付けた。日本のお笑い文化に中途半端に造詣が深く、目茶苦茶で意味不明なギャグや漫才をするのが好き。
ベン
インターナショナルジャックナイフアメリカンスクールの生徒。黒人。いつも意味無く両手にバンテージを巻いている。ジョンとは仲がいい。

武内弓子
桃月在住のヒマ人大学生。156話で「新薬を使って大人になったベッキー」として授業を行おうとするが、クラスの反応が薄いことに困惑する。

### 北関東ツッパリ連合
その名の通り、北関東を主な活動範囲とするツッパリの集まり。桃月学園を支配下に収めようと目論んでいる。一方で、183話で不良集団のアジトに乗り込んだベッキーに加勢したり、「ティーチャーオブジイヤー」を受賞するベッキーに花束を贈るなど、人の好い一面もある。ベッキーと都を連合の一員として認めているが、本人たちは嫌がっている。
山田太一（やまだ たいち）
連合のリーダー的存在の男。極端なリーゼント頭をしている。祖父との仲は良い。
高田（たかだ）
連合「第一の刺客」。「ドメステックタイガーナンバーワン」と書いてあるシャツが特徴。桃月学園を連合の支配下に収めるために「気合を入れ」て学園に乗り込むが、ことごとく失敗している。
この他、桃月学園3年生の北川高志も所属している。

## まろまゆ
まろまゆも参照。

### 喫茶エトワール
くるみ
#桃瀬くるみ参照。
店長（てんちょう）
声：神谷浩史（アニメ第18話）/ 藤原啓治（CD）
喫茶エトワールの店長。親から受け継いだ店を経営しているが、かなりのオタクであるため、店の目指す方向性を「萌え喫茶」としてしまう。しかし萌え属性のないくるみが働くようになってしまい、ウェイトレスを募集しても萌えを求め過ぎるあまり誰も来てくれず、さらには常連客も変人ばかり、という悪循環に陥っている。くるみがバイクで店に突っ込んだ際に頭を35針縫う大怪我をしたため、初期の頃は頭髪を剃りバンダナを着けていたが、後に取った。
魔法少女猫（まじかるにゃんにゃん）
声：日笠山亜美（アニメ第18話）/ 松岡由貴（CD）
喫茶エトワールに住みつく、猫らしき謎の生物。魔法少女猫らしいが、実際に何物なのかは不明。二足歩行で歩き、人の言葉を解することができる。店長の事が好きなようだが、保健所に入れられそうになった事もある。くるみや玲には「バカ猫」と呼ばれている。「まろん」という名を名乗ったことがあるが、くるみたちに即刻却下された。
『ぱにぽに』81話にも登場。くるみが忘れていった財布を届けるため、くるみのロッカー内に隠れていた。
妙子（たえこ）
声：望月久代（アニメ第18話）/ 後藤邑子（CD）
黒髪・黒装束の疫病神見習いの少女。あどけない姿をしているが、かなりの毒舌家でもある。人を不幸にしようと奮闘するも、登場人物が揃いも揃って何かしら不幸なため、能力が発揮できない。それどころか、発言の端々に萌えの要素が入っているため、ヒロインであるくるみを超える萌えキャラとなっており、人々に癒しを与えてしまっている。疫病神の決まりで黒以外の服を着てはならないらしく、着せ替えを楽しもうとする周囲をがっかりさせている。ただの常連客のはずだが、コンテストなどではエトワール関係者として扱われている。
「ぱにぽにだっしゅ!」では第18話に登場し、メソウサを恐怖に陥れる。また他の回にも隠れキャラ的に登場している。
サスケ
古賀亮一作の漫画『ニニンがシノブ伝』に登場する忍者。エトワールを去ったくるみに代わって同店でバイトをした。勤務態度は至って真面目。

### 桃月町の人々
棟梁（とうりょう）
声：石井康嗣（CD）
喫茶エトワールの常連客である大工の棟梁。江戸っ子気質なのだが、萌えにうるさい。アニメソングを脳内で反芻している姿が非常に渋い。弟子たちに『ハレ晴レユカイ』のダンスを踊らせてみたいと思っている。
桃香飯店の店長
橘玲（1-C）のバイト先の中華料理店・桃香飯店の店長。「○○アルヨ」など、たどたどしい日本語を喋る。「桃香飯店」は中国語では"Tao Xiang Huan Dian"と読む。
中華屋の玲ちゃん（ちゅうかやのれいちゃん）
#橘玲参照。
妖怪家族（ようかいかぞく）
ペム、ペラ、ペロの三人家族で、元は一つの細胞から分裂したので三つ子のような間柄。あくまで妖怪でも家族でもなく妖怪家族らしい。元ネタは『妖怪人間ベム』。くるみを拉致監禁して、手枷をはめ額部分に「萌」と書かれた紙袋を頭にかぶせる。ペラは悪い人間を殺すのが好き。ペムはくるみに変身する。ペロは友達ができないという設定があり、栽培マンのようなものに変身する。作者は『まろまゆ』以前にこの妖怪家族を主役にした4コマギャグを企画したが、ボツになったらしい。
山田（やまだ）
自称「歯がねぇの錬金術師」の老人。北関東ツッパリ連合の太一は孫。
カッパ
声：津久井教生（CD）
オス。メスは絶滅しているらしい。頭の皿をドライヤーで乾かさせられたり、塩水をかけられたり、灰皿代わりに使われたりしたことも。また、南条操に「尻子玉を抜かせて下さい」と言って足蹴にされた上、殺人未遂罪で警察に逮捕されたりしている。CDドラマでは出番が多めだった。
サラリーマン
いつも公園にいる（クビになっている?）。幸せではないらしく、妙子に不幸になってもらえないか問われたときも、逆に「僕のことが幸せに見えるのかい?」と迫った。

## 桃組っ!!
『桃組っ!!』（ももぐみっ）は氷川へきるによるギャグ漫画作品で、同作品に登場するアイドルユニット。角川書店の漫画雑誌「エース桃組」（現・月刊コンプエース）に連載されていた。連載された漫画は『まろまゆ』の単行本に同時収録されている。『まろまゆ』自体にも1巻の巻末書き下ろし短編と17話以降に登場しており、半ばレギュラー化している。アニメ「ぱにぽにだっしゅ!」にも第6話他でエキストラ的に登場した。
メンバーはユナ・ツバサ・マカポンの3人で、合言葉は「エースをねらえ!!」。
YUNA（ユナ）
#1年A組柏木優奈参照。
TSUBASA（ツバサ）
声：神田朱未（CD）
本名不明。桃組っ!!のリーダー格で、正統派アイドル的外見をしている。マカポンのことを疎ましく思っていたが、後にあきらめの境地に至る。
MAKAPON（マカポン）
声：今野宏美（CD）
本名は丸目加奈（まるめ かな）。写真などに写ったときのビジュアルと実物とのギャップが異常に激しい。アイドルとは思えぬ下ネタ発言で周囲を引かせるのが得意技。また、爆発物を所持していることが多い。

## 新感覚癒し系魔法少女ベホイミちゃん
ベホイミ、宇宙人他、「ぱにぽに」にも登場するキャラクターについては各項目を参照。
山岸（やまぎし）
イベント会社の社長。ベホイミにドクロ仮面の着ぐるみを着せる。きぐるみのギミックにこだわりを持つ。人が良い人物で、何も言わずドクロ仮面のマントを耐熱防火仕様に変えてくれた。
折原（おりはら）
山岸の会社の女子社員。当初はドクロ仮面の姿に驚いていたが、後にあれこれと煩悶するベホイミを「かわいい」と思うようになる。後に男装したベホイミを見て興奮し何かに目覚めた（元々先天的である模様）。
ドクロ仮面（ドクロかめん）
劇中の世界で放送されていた特撮番組「超星戦騎エクセリオン」に登場する悪役キャラクター。口癖は「先に家族から始末してやる」。黒猫や仏滅が大好き。性格悪、縁起悪、ベホイミ談。ベホイミはこのキャラクターの着ぐるみを着せられて、魔法少女（と言うよりもヒーローで、正統派ヒーロー的でなくダークヒーロー的なキャラクター）として活動する。
劇中のキャラクター設定は、ZONEの幹部。冷酷だがルールを決める事を美徳としている。顔のケースは冷却液で、割れると顔が炎に包まれる。この次元の炎は地球の酸素濃度と相性が悪く、開放状態だと10分でドクロ仮面自身を焼き尽くしてしまう。冷却装置によって通常の力をセーブしている。飛行機事故で亡くなった人間を取り込んでいるので、人間形態に変身することができる。劇中内ではブラックタイガー、斉天大聖（猿将軍）、アヌビスと呼ばれる幹部もいる。
このドクロ仮面の着ぐるみは、頭部の液体カプセルの中にドクロが浮いており、目が光る等、デパートのイベント用の割にかなり凝った作りをしているものだった。さらにマントは山岸社長により耐熱防火仕様に追加武装が加えられた。後に中型のエンシェントクラスのラミアによって燃やされてしまうが、そのマントはようやく覚醒した魔法少女ベホイミに受け継がれ、トレードマークになっている。
鈴原未来（すずはら みらい）
小学5年の女の子。「マジカルピース」という道具の力で、魔法少女ベホイミ（ベホイミとは別の魔法少女）に変身できる。変身後のコスチュームは『ぱにぽにだっしゅ!』10話でベホイミが着せられたものとほぼ同じデザインである。ドクロ仮面に出会ってから彼（彼女）のことが忘れられないでいる。
当初は、サラマンダーからはベホイミ変身時は「ベホイミちゃん（ベホちゃん）」と呼ばれていたが、後に変身時でも変身前同様「未来ちゃん」と呼ばれる（主人公のほうを「ベホイミ」と呼ぶようになったため）。また、宇宙人からは「ちびベホちゃん（さん）」と言われている（面識はない）。ロストテクノロジーの「闇の指輪」によりダークベホイミちゃんになったことがある。
桃月第三小学校5年2組の児童でもあり、ぱにぽに6巻の各所にモブキャラとして登場している。以前は病弱で学校を休みがちだったが、5年生になってからは元気になったという。これが魔法少女の力によるものなのかどうかは不明。
サラマンダー
精霊界からやってきたというオオサンショウウオ似の使い魔。未来を「魔法少女ベホイミ」にして、悪と戦わせる。以前は冷酷なところがあり、未来が部外者に正体がバレて精霊界のルールにより未来を動物化しようとしたが、その身勝手さに激怒した部外者（ドクロ仮面）により、アイアンクローを決められ説教されこってり絞られて改心し未来を守ることを誓う。未来からは「サラくん」、ベホイミからは「サラ公」と呼ばれている。火ダルマのトカゲと言われると怒る。「〜でス」という口調で、若干ベホイミとかぶる。未来の使い魔のはずなのに、なぜかベホイミ宅にいることが多い。
マーメイドプリンセス
某政府のラボに捕らえられていたところをベホイミに救出された地球外生命体。その後ベホイミ宅に居候している。古風な姫口調でしゃべる。外見はほとんどヘビだが、ヘビといわれると怒る。融合能力とそれに伴った変身能力を持ち、水中に適した姿になっていたところを、地球人が「マーメイド」と呼ぶようになったのこと。アイスクリームが大好き。テレビも好き。
アダムとの戦いで一時的にベホイミと融合して変身するが、幼女の姿になってしまった。相手を溺死させる技しか持ってないらしい。最初の頃はサラと仲が悪かったが、その一件以降互いを認めるようになる。
小早川林檎（こばやかわ りんご）
お笑い芸人を目指している女性。ドクロ仮面を相方に誘って「毒リンゴ」というお笑いコンビを結成する。その効果は今ひとつだった。後にエイトとも組んでみたが駄目だった。
エイト
象の頭をした宇宙人だが、その頭とパンツ一丁の姿はどう見ても変態。変態と言われると「変態じゃない!!ロリコンだ!!」と言う。酸素を皮膚で吸収するタイプ。未来が何者かに狙われていることを知らせるために未来に接触してきたが、心身共に変態であるため嫌がられた。背中にファスナーらしきものが付いている。
タネさん
ベホイミが住んでいるアパートで暮らすおばあちゃん。傷つき疲弊した戦士の心を癒してくれる真癒し係おばあちゃん。
新山、佐野、坂田
ベホイミが潜入調査した男子校の生徒。
エース
ベホイミが潜入調査していた男子校のNo.2。キザッぽい
大番長
ベホイミが潜入調査した男子校のNo.1。一ℓペットボトルが小指程度になる大きさを誇る巨漢。他校にも名を轟かしている実力者だが男子校バトル二回戦目の対戦相手で、ベホイミに敗れる。

### カオティック
突如地球に現れた謎の宇宙からの侵略者達の通称。敵対する宇宙犯罪者達。その目的や正体と謎が多い。古来より地球には多くの宇宙の来訪者が来ており、人類は異星人の侵略から、幾つもの「人類の味方」、「数々の奇跡」と共に異星人の侵略と戦い続けていた。神を名乗る存在、人々に恐れられる幻獣、奇跡を起こすアーティファクト、神の力に等しい天変地異等全てが現実で、神話と呼ばれる時代から、歴史に残る大戦争まで、後の世に形を変え語り継がれてきた。そして人類は勝ち残ることができた。現在では表立った動きは見せないが、地球には多くの異星人が潜伏し、共存を望んだり、探索や逃亡であったり、寄生や融合など多種多様の目的を持って地球には今もなお異星人の来訪があり、人類の文明発達と多種多様の異星人の目的が牽制しあうことで一方的な侵略戦争を起りにくくなっているが、協定を破り法を否定し破壊と殺戮を目的とする混沌を齎す者として通称の名が着けられた。ベホイミ曰く宇宙キ○ガイ。本当に目的が解からず、組織的に動いている様であって個人の目的で動いている者がいれば、一見するとバラバラの様で実は繋がっている等、事実近年になってその活動は活発になってきている。
ゴーレム（人造）
科学の力で造られた自動人形であり、恐るべき力を有する。創造者の命令に忠実に従い、素材によっては能力が異なる。作中で最初に登場した敵で3体地球に現れその内の1体はD型と言う火力強化型がある。
ハンマーヘッド星人
鋭利な鎌と強固な頭を有する宇宙人。
ラミア（ラミア種）
上半身は女性で下半身は蛇の姿をしたクリーチャー。中型のエンシェント級のクリーチャーであるためその実力は段違い。何者かの命令により、魔法少女を狙って現れ、未来を追い詰めるが、覚醒したベホイミのタンクローリー＆ロードローラーに敗れる。
グラビトン
周囲の重力を何倍にもする力場を発生させる重力怪獣。ベホイミに滅多打ちにされて敗れる。
アントソルジャー
入植地を広げ全てを奪う侵略者。硬い甲羅と高い攻撃力を持ち、女王に従い集団で戦闘する。桃月学園に集団で現れた。
ウール星人
羊の姿をした宇宙人。ベホイミのマジカルキャノンに敗れるが、死の間際にベホイミに呪いをかけ、羊にした。ベホイミ曰くビーストモード。
ヘルハウンド（来訪者）
別の世界より呼び出された犬に似た怪物。得意技は炎の息。羊の姿にされたベホイミに敗れる。
アダム
自称実験で生まれた宇宙一の天才で、宇宙一の頭脳を持つ生命体だと言うが、見た目はチンパンジーで人語も話せる。かつて惑星レジーナという星で人魚の肉を食べれば不老不死になれると信憑性の欠片も無い理由だけで、水に毒を混ぜ、その星に住んでいた多くの人間とマーメイドプリンセスの種族を殺した。人魚の肉を食べて不老不死になるための目的の延長線でマーメイドプリンセスに接触してきたが、ベホイミと融合して変身したマーメイドプリンセスに敗れる。
中島
ある男子校の生徒になりすましていた宇宙人で、クラス一のワルとして有名。ベホイミが宇宙人から渡されていたオンボロ光線銃で正体を見破られた後、ベホイミの大パンチ連打に敗れる。実はゲイで、復活して再び現れた際に格好よくなったベホイミに一目惚れした。
キラートマト
未来に倒される。
グレムリン
ダーク未来に倒される。
ガスト
毒性のあるガスをまとう飛空型の宇宙生物。弱点は目。密室殺人をしていた。
トゥエルブ
魔法少女型の戦闘用人造人間（ホムンクルス）で、ベホイミのデータに合わせてカスタマイズされたもので魔法少女を抹殺し、魔法少女を人類の敵に仕立て上げるために送り込まれた。白を基調にした科学の力を使う偽魔法少女。その圧倒的な戦闘力で一度はベホイミに勝利するが、サラマンダーの力を受けて本物の魔法少女にパワーアップしたベホイミに敗れる。「トゥエルブ」とは服に付いていた「XII」のプレートから宇宙人に付けられた呼び名。宇宙人によれば、戦闘用人造人間製造はすでに失われた技術であった模様。この固体が12体目の完成体なのか、それとも12体の内の1体なのかは不明で宇宙人たちも調査中で憶測の域である。